# Lijst van burgemeesters van Ouwerkerk
Dit is een lijst van burgemeesters van de voormalige Nederlandse gemeente Ouwerkerk tot die gemeente in 1961 opging in de gemeente Duiveland.
| Ambtsperiode | Naam burgemeester             | Partij of stroming | Bijzonderheden                                                                |
| ------------ | ----------------------------- | ------------------ | ----------------------------------------------------------------------------- |
| ? - 1847     | Jan (J.) Bevelander           |                    |                                                                               |
| 1847 - 1872  | Job (J.) van der Have         |                    |                                                                               |
| 1872 - 1907  | Boudewijn Giljam van der Have |                    | zoon van voorganger                                                           |
| 1907 - 1914  | J. van der Have Cz.           |                    |                                                                               |
| 1914 - 1916  | J.A.M. Hanssens               |                    |                                                                               |
| 1916 - 1917  | Lambertus (L.) Nilant         |                    | eerder o.a. burgemeester van Renesse, later burgemeester van Sint Philipsland |
| 1917 - 1928  | A.C. Visser                   |                    |                                                                               |
| 1928 - 1961  | Koos (J.) Romeijn             |                    |                                                                               |